# アメリカ合衆国大統領予備選挙
アメリカ合衆国大統領予備選挙（アメリカがっしゅうこくだいとうりょうよびせんきょ、英語: United States presidential primary）は、アメリカ合衆国の政党内において、その党の公認するアメリカ合衆国大統領候補を選出するための一連の手続きを言う。
「予備選挙」という概念は、各州での代議員選出方式である予備選挙（英語: primary）ないしは党員集会（英語: caucus）を個別にさす場合があるが、ここでは、各州での代議員選出過程を経て、党大会において政党の正式な大統領候補として選出されるまでの一連の手続きを総称する概念として述べる。

## 概要
アメリカ合衆国は二大政党制であり、民主党と共和党の両党の大統領候補がアメリカ合衆国大統領選挙における二大有力候補となり、そのいずれかが当選して大統領となることが長年（1852年の第14代アメリカ合衆国大統領フランクリン・ピアース以降）続いている。
4年ごとに行われるアメリカ合衆国大統領選挙の年には、民主・共和両党はそれぞれの大統領候補の指名準備に取り掛かる。2月から6月にかけて州ごとに順次予備選挙または党員集会を開催し、投票が行われる。
予備選挙は有権者が選挙前に投票する候補を宣言している代議員を選出する間接選挙であり、代議員は各候補の支持者・支援団体の代表者などからなっている。代議員の人数は人口に応じて各州に割り当てられている。民主党では予備選挙で選出された一般代議員以外に党の幹部役員や公職政治家なども特別代議員として参加でき、特別代議員は特定の州の予備選挙等の結果に拘束されないことから、候補への支持表明を最後まで保留することができる。
代議員は政権を担っていない党では7月、政権を担っている党では8月に開催される両党の全国党大会に出席する。そこで、代議員過半数の支持を獲得した候補を党の大統領候補として指名する決議が行われる。通常は党大会の前に大統領候補が副大統領候補（ランニングメイト）とする人物を発表し、党大会ではその人物を副大統領候補として指名する決議も行われる。事前に過半数の獲得が確定した候補の陣営が党大会の演出を担当し、党大会では本選挙に向けて一致団結するための雰囲気づくりがなされる。
政党の大統領候補にならなくても本選挙に立候補することは可能であるが、大政党の大統領候補になっていない限り、大統領に選出されることは事実上不可能である一方、党員からの支持と資金調達力さえあれば誰でも予備選挙に参加することができるため、大統領を目指す候補は党大会でその党の候補者として指名されることに力を注いでおり、党大会での指名を得るために必要な代議員を得るための各州での予備選挙・党員集会は、いわば大統領選挙の「予選」としての役割を果たしていることになる。
現職の大統領が再選出馬する場合も、改めて予備選挙に出馬して代議員を確保する必要がある。通常は現職の出馬する予備選挙には有力な対抗馬もなく無風選挙となるが、例外的に1968年の選挙における民主党予備選挙では序盤に対抗馬が高得票率で2位となる番狂わせがあり、現職のリンドン・ジョンソンが不出馬に追い込まれている。他には、1976年の選挙の共和党予備選挙で、異例の僅差により現職のジェラルド・フォードが再選指名を確保している。

## 代議員選出方式

### 予備選挙
各州の有権者が候補者に秘密投票で特定の候補者投票を宣言している代議員に投票する方式である。投票権は党籍が無くても可能だが、選挙人登録をする必要がある。数多くの有権者が他者からの介入を恐れずに候補者選定過程に参加できる。
2008年アメリカ合衆国大統領選挙での予備選挙の時点において、民主党は州単位の比例代表制をとり、その州の代議員議席は州での得票に比例して各候補に配分される。2020年現在民主党の代議員は3,979人おり、過半数の1,990人を獲得すれば本選挙に指名される。序盤に行われるアイオワ州・ニューハンプシャー州・ネバダ州・サウスカロライナ州の4州の代議員は僅か155人だが、しかしスーパーチューズデーで獲得が争われる代議員はカリフォルニア州やテキサス州が含まれる為、総計で1,357人もいる。対して共和党は州ごとに異なり、本選挙同様の勝者総取りとする州もあれば比例配分の州、地域ごとの勝者総取り枠などを加味した複雑なルールによって議席を配分する州もある。

### 党員集会
投票区・郡・連邦下院選挙区・州の各レベルの党員集会に参加する代議員を順次選出し、最終的に全国党大会に出席する代議員を選出する。参加する党員は投票先を公開する必要がある。人間関係やその場の空気に左右される面もあるが、有権者同士が議論を深めながら決定に参与することができる。
党員集会は重層的な構造をとっているため、最終的に代議員が決定するまで数ヶ月かかる州が多い。
党籍が必要であるが、直前に党籍登録をして党員集会に参加できる州も存在する。

## 注目される州
州法の規定から州ごとに投票日が異なり、早期に予備選が行われるアーリー・ステーツ（Early States:アイオワ州・ニューハンプシャー州・ネバダ州・サウスカロライナ州の4州）の結果は全体の予備選挙に大きな影響力を与えるとして注目されている。アイオワ州の党員集会が最も早く行われ、その1週間後にニューハンプシャー州の予備選挙が行われる。序盤で勝利した候補は資金集めや政治家からの支持取り付けに弾みがつき、知名度の劣る候補でも全米に名が知られることになるため、各候補は序盤戦に力を入れる。各州も自州の投票日を早めようとする一方で他州の抜け駆けを抑制しようとする駆け引きがあり、州が投票日を序盤に変更しても党の全国委員会の承認を得られず、懲罰として代議員の議席を取り上げられることもある。直近では2024年大統領選挙の民主党予備選挙で民主党全国委員会が現職大統領たるジョー・バイデンの意向を踏まえ、これまでの慣例を破ってニューハンプシャー州での民主党予備選挙を初戦とせず、サウスカロライナ州での民主党予備選挙を初戦としたことにニューハンプシャー州が反発して予備選挙を強行し、懲罰として同州の予備選挙結果が認められない（代議員議席の剥奪）ことになった。
また、オハイオ州での勝敗は常に注目されている。理由は現在までの大統領選挙では、オハイオ州で負けた共和党の大統領候補で、大統領選挙に勝った者はいないからである。そして1900年以降の選挙で同州で負けた民主党の大統領候補で、大統領選挙に勝利したのはフランクリン・ルーズベルト、ジョン・F・ケネディ、ジョー・バイデン の3人だけという結果からである。
多くの州で同一日に投票を行うことにより自らの州の重要性を増すこともできる。2月の（東部）同時選挙日（ジュニア・チューズデー）と3月の（南部）同時選挙日（スーパー・チューズデー）が大きく注目され、多くの場合、スーパー・チューズデーによって党の大統領候補が事実上決定する。なお東部及び南部というくくりは近年移ろいつつある。
有力候補の撤退や首位候補による代議員過半数の獲得により、後半の予備選挙は「消化試合」となることが多く、ほとんどの選出代議員が党大会での投票先をあらかじめ誓約している近年では終盤まで指名が確定しないケースの方がむしろ珍しい。

## アメリカ本土以外からの投票参加
本選では全米50州とコロンビア特別区に居住し、選挙人登録をしたアメリカ合衆国市民以外は投票できないが、予備選挙では準州・コモンウェルス在住・アメリカ軍勤務などで第三国にいるアメリカ合衆国市民及びグリーンカードを発行されてアメリカ本土に入国している他国からの移民も参加できる場合がある。
民主党の場合、準州扱いのプエルトリコ・グアム・自治領の米領サモア・ヴァージン諸島・コモンウェルスの北マリアナ諸島とその他の第三国在住者に分けて予備選挙が行われる。プエルトリコ選出の代議員は、全国党大会で本土各州選出の代議員と同様に1人1票を投じることができるが、その他の地域選出及び在外アメリカ合衆国市民の代表者たる代議員は1人0.5票に換算される。
共和党の場合はプエルトリコ・ヴァージン諸島・米領サモア・北マリアナ諸島は本土と同様に党員集会が行われるが、グアムでは行われない。また第三国在住のアメリカ合衆国市民は投票に参加できない。